# Anne Bragance
Pour les articles homonymes, voir Bragance.
Anne Bragance, née à Casablanca en 1945, est une écrivaine française. Elle vit aujourd'hui dans le sud de la France.

## Biographie
Anne Bragance a grandi à Casablanca dans un milieu cosmopolite où se mélangeaient le français, l’espagnol, l’italien et l’arabe. Elle arrive en France, à Paris à l’âge de 16 ans,  se consacre très tôt à l’écriture. À vingt-huit ans elle écrit son premier roman : « Tous les désespoirs vous sont permis ».
Elle reçoit le prix Chronos pour deux de ses livres : Passe un ange noir et La Reine nue, le prix Alice-Louis-Barthou de l’Académie française en 1978 pour Les soleils rajeunis. et le prix Katherine Mansfield pour son recueil de nouvelles "Changement de cavalière"

## Œuvres publiées
- 1973 : Tous les désespoirs vous sont permis, Flammarion.
- 1975 : La Dent de rupture, Flammarion.
- 1977 : Les Soleils rajeunis, Seuil.
- 1978 : Changement de cavalière, Seuil.
- 1979 : Clichy sur pacifique, Seuil.
- 1983 : Une valse noire, Seuil.
- 1983 : Le Damier de la reine, Mercure de France.
- 1983 : L'Été provisoire, Mercure de France.
- 1984 : Virginia Woolf ou la Dame sur le piédestal, Éditions des femmes.
- 1985 : Charade, Mercure de France.
- 1986 : Bleu indigo, Grasset.
- 1989 : La Chambre andalouse, Grasset.
- 1991 : Anibal, Laffont.
- 1992 : Le Voyageur de noces, Laffont.
- 1993 : Une journée au point d'ombre, Laffont.
- 1994 : Le Chagrin des Resslingen, Julliard.
- 1995 : Mata Hari, la poudre aux yeux, Belfond.
- 1996 : Les Cévennes, Equinoxe.
- 1996 : Rose de pierre, Julliard.
- 1998 : La Correspondante anglaise, Stock.
- 1999 : Le Fils-récompense, Stock.
- 2001 : Le Lit, Actes Sud.
- 2003 : Casus Belli, Actes Sud.
- 2004 : La Reine nue, Actes Sud.
- 2005 : Une enfance marocaine, Actes Sud.
- 2005 : L'Heure magique de la fiancée du pickpocket, Mercure de France.
- 2005 : Danseuse en rouge, Actes Sud.
- 2007 : D’un pas tranquille, Actes Sud.
- 2007 : Un goût de soleil, Nil.
- 2008 : Passe un ange noir, Mercure de France.
- 2009 : Une succulente au fond de l’impasse, Mercure de France.
- 2011 : Une affection de longue durée, Mercure de France.
- 2012 : Solitudes, Presses de la Cité.
- 2013 : Escort boys, Mercure de France.
- 2015 : Remise de peines, Mercure de France.